# Valdensinia
Valdensinia es un género de hongos en la familia Sclerotiniaceae. Es un género monotípico, contiene la especie Valdensinia heterodoxa.